# Pelochares emarginatus
Pelochares emarginatus är en skalbaggsart som beskrevs av Étienne Mulsant och Claudius Rey 1869. Pelochares emarginatus ingår i släktet Pelochares och familjen lerstrandbaggar. Inga underarter finns listade i Catalogue of Life.